# Batalla de Mogadiscio
La batalla de Mogadiscio (también conocida como la batalla del Mar Negro o el Día de los Rangers por los somalíes) fue una de las batallas más sangrientas y feroces a las que se enfrentaron las fuerzas especiales de los Estados Unidos contra guerrilleros somalíes, leales al jefe de clan Mohamed Farrah Aidid, el 3 de octubre de 1993 en Mogadiscio, Somalia.
Un grupo de soldados de élite Operaciones Especiales Rangers, Fuerza Delta del ejército de Estados Unidos, tenía como misión viajar desde su base hasta el interior de la ciudad para capturar a líderes de la milicia de Aidid. La fuerza de asalto estuvo formada por 19 helicópteros del 160.º Regimiento de Aviación de Operaciones Especiales, doce vehículos y 160 hombres. Las unidades de asalto estaban formadas por cuatro pelotones Rangers llamados Chalk y cinco equipos Delta. Los pelotones de Rangers descendieron en las cuatro esquinas del edificio asegurando un perímetro mientras que los equipos Delta realizaban el asalto por el techo y patios del edificio, apoyados por tiradores de los SEAL.

## Antecedentes

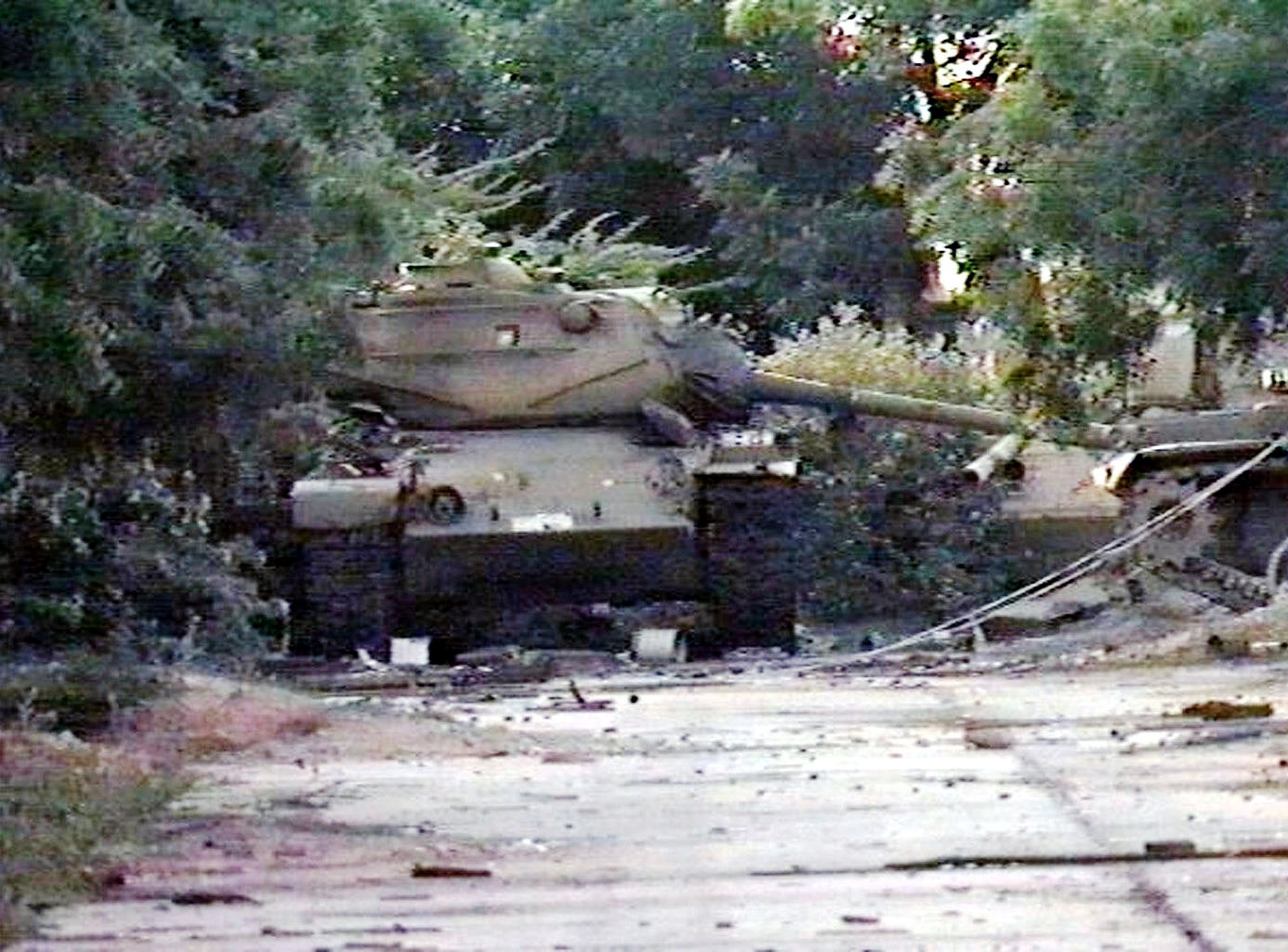
Tanques M47 del Ejército Nacional Somalí abandonados cerca de un almacén después del estallido de la guerra civil.

En enero de 1991, el presidente somalí Mohamed Siad Barre, fue derrocado por una coalición de clanes opositores, precipitando la guerra civil somalí. El ejército nacional somalí se disolvió al mismo tiempo, y algunos exsoldados se reconstituyeron como fuerzas regionales irregulares o se unieron a las milicias de los clanes. El principal grupo rebelde en la capital, Mogadiscio, era el Congreso Unido Somalí (USC), que se dividió después en dos facciones armadas: una liderada por Ali Mahdi Muhammad, que se volvió presidente, y otra por Mohamed Farrah Aidid. En total, había cuatro grupos opositores que competían por el control político: el USC, el Frente Democrático de Salvación Somalí (SSDF), el Movimiento Patriótico Somalí (SPM), y el Movimiento Democrático Somalí (SDM). En junio del mismo año se acordó un alto total al fuego, pero no fue mantenido. Un quinto grupo, el Movimiento Nacional Somalí (SNM), declaró su independencia en la región noroeste de Somalia a finales de junio. El SNM cambió el nombre de este territorio no reconocido como Somalilandia, y Abdiram Ahmed Ali Tuur fue elegido como su presidente.
En septiembre de 1991 estallaron graves enfrentamientos en Mogadiscio, que continuaron los meses siguientes y se expandieron por todo el país, dejando 20 000 personas muertas o heridas antes de fin de año. Estos enfrentamientos ocasionaron la destrucción de la agricultura del país, lo que originó hambruna en grandes partes de Somalia. La comunidad internacional comenzó a enviar suministros de alimentos para detener la hambruna, pero grandes cantidades de comida eran interceptadas y enviadas a los líderes de los clanes locales, que las intercambiaban por armas con otros países de manera rutinaria. Estos factores derivaron en una mayor hambruna, de la que se estima fallecieron 300 000 personas, y otros 1.5 millones de personas padecieron entre 1991 y 1992. En julio de 1992, después de un cese al fuego entre las facciones de los clanes opositores, la ONU envió 50 observadores militares para certificar la distribución de la comida.

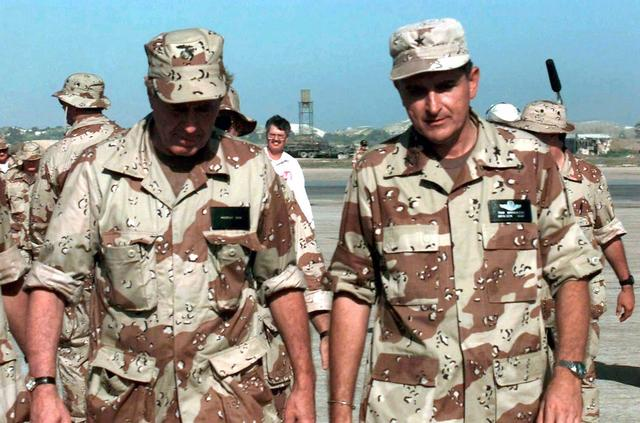
El presidente de Estados Unidos, George H. W. Bush (izquierda) en una visita a Somalia para presenciar los esfuerzos de la fuerza operativa que estaba en apoyo directo de la operación Restore Hope.

La operación Provide Relief comenzó en agosto de 1992, cuando el presidente de Estados Unidos George H. W. Bush anunció que transportes militares respaldarían el esfuerzo multinacional de ayuda de la ONU en Somalia. Fueron desplegados diez C-130 Hercules y 400 personas en Mombasa, Kenia, para ayudar por vía aérea a las áreas remotas de Somalia y reducir la dependencia de los convoyes de camiones. En seis meses, los C-130 entregaron 48 000 toneladas de alimentos y suministros médicos a organizaciones internacionales humanitarias, que trataban de ayudar a más de tres millones de hambrientos en Somalia.
En diciembre de 1992, cuando las operaciones demostraron ser inadecuadas para frenar la muerte masiva y el desplazamiento del pueblo somalí (500 000 muertos y 1.5 millones de refugiados o desplazados), Estados Unidos lanzó una operación de coalición mayor para ayudar y proteger las acciones humanitarias. Esta operación, llamada Restore Hope, vio a Estados Unidos asumir el comando unificado de acuerdo a la Resolución 794 del Consejo de Seguridad de las Naciones Unidas (resolución aprobada por el Consejo de la ONU para crear un entorno seguro para las operaciones humanitarias en Somalia). El Cuerpo de Marines de los Estados Unidos embarcó a la 15.ª Unidad Expedicionaria de Marines en Mogadiscio y, con elementos del 1.er Batallón, 7.º de Infantería de Marina y el 3.er Batallón, 11.º de Infantería de Marina, aseguraron cerca de un tercio de la ciudad, el puerto, y las instalaciones aeroportuarias en dos semanas, con el objetivo de facilitar el transporte por aire de los suministros humanitarios. Elementos del 2.º batallón; HMLA-369 (Helicópteros de Asalto Ligero-369 del Grupo-39 Aéreo de los Marines, 3.ª Ala, Campo Pendleton); el 9.º Regimiento de Marines; y el 1.er Batallón del 7.º Regimiento de Marines aseguraron rápidamente las rutas a Baidoa, Balidogle y Kismaayo, y fueron reforzados por el 3.er Batallón de Asalto Anfibio y la 10.ª División de Montaña del ejército de Estados Unidos.

### Cambios en la misión

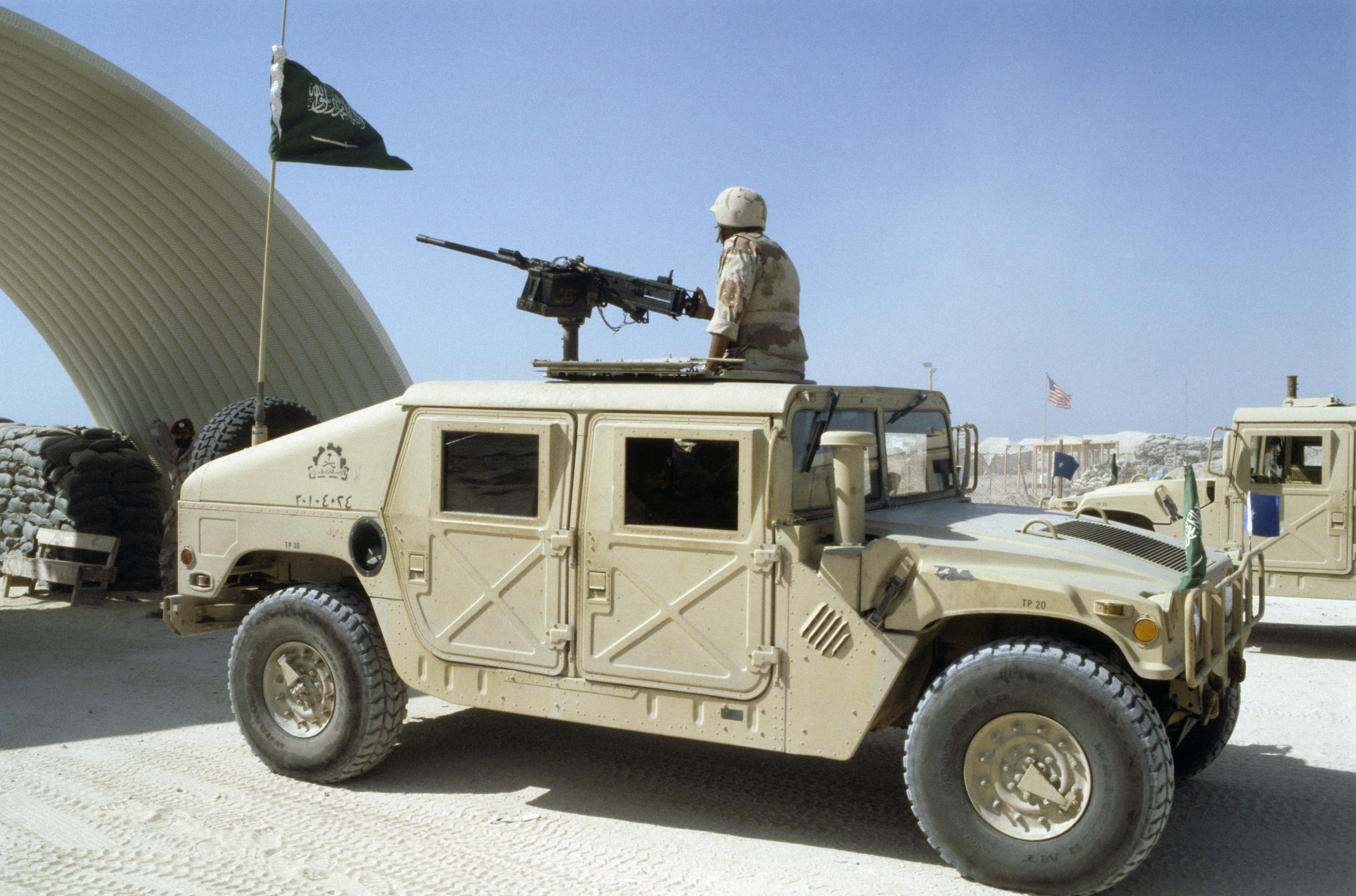
Un humvee del UNOSOM II partiendo al puerto marítimo de Mogadiscio.

En marzo de 1993, el secretario general de la ONU, Butros Butros-Ghali, envió al Consejo de Seguridad de las Naciones Unidas sus recomendaciones para efectuar la transición del UNITAF (Fuerza Operativa Unificada) al UNOSOM II. Indicó que tras la aprobación de la Resolución 794 en diciembre de 1992, la presencia y operaciones del UNITAF había creado un impacto positivo en la situación de seguridad de Somalia, y en la prestación efectiva de asistencia humanitaria (la UNITAF desplegó 37 000 efectivos en el 40 % de las zonas sur y central de Somalia). Aún no había un gobierno efectivo, policía, o un ejército nacional, lo que resultaba en una seria amenaza para el personal de la ONU. Para tal fin, el Consejo de Seguridad autorizó al UNOSOM II a establecer un entorno seguro en toda Somalia para lograr la reconciliación nacional con el objetivo de crear un estado democrático.
En la conferencia de Reconciliación Nacional de Somalia, llevada a cabo el 15 de marzo de 1993 en Adís Abeba, Etiopía, las quince partes somalíes aceptaron los términos establecidos para restablecer la paz y la democracia. Sin embargo, para el mes de mayo, quedó claro que aunque fue signataria en el acuerdo de marzo, la facción de Mohamed Farrah Aidid no cooperaría con la implementación de los acuerdos.
Aidid comenzó a transmitir propaganda anti ONU en la radio de Mogadiscio después de creer que la ONU lo marginaba a propósito en un intento para «reconstruir a Somalia». El teniente general Çevik Bird ordenó el cierre de la estación, con el objetivo de anular el comienzo de lo que podría convertirse en una rebelión. Espías civiles en la sede del UNOSOM II probablemente condujeron al descubrimiento del plan de la ONU. El 5 de junio de 1993, Aidid ordenó a la milicia del SNA atacar a una fuerza pakistaní a la que se le había encomendado la inspección de un depósito de armas ubicado en la estación de radio, posiblemente por el temor a que se tratara de una fuerza enviada a cesar las transmisiones. El resultado fue de 24 muertos y 56 efectivos pakistaníes, un italiano y 3 soldados estadounidenses heridos. El 6 de junio de 1993, el Consejo de Seguridad de la ONU aprobó la Resolución 837, para el arresto y enjuiciamiento de los responsables de la muerte y lesiones del personal de mantenimiento de paz.
El 12 de junio, tropas estadounidenses comenzaron a atacar blancos en Mogadiscio con la esperanza de encontrar a Aidid, una campaña que duraría hasta el 16 de junio. Un día después, el general Jonathan Howe ofreció una recompensa de US$25 000 por información que llevara al arresto de Aidid, pero nunca fue capturado. Howe solicitó también una fuerza de rescate después de la muerte de los pakistaníes.

### Ataque a la casa de seguridad
El 12 de julio de 1993 fue lanzada una operación liderada por Estados Unidos en lo que se creía era una casa de seguridad en Mogadiscio donde se escondía Aidid. Durante la operación, que duró 17 minutos, helicópteros de ataque Cobra dispararon 16 misiles TOW y miles de proyectiles de cañón de 20 mm hacia el complejo, matando a 60 personas. El número de bajas somalíes fue discutido. El ministro del interior de Aidid, Abdi Qeybdiid, confirmó 73 muertos, incluidos mujeres y niños al interior de la casa de seguridad. Los reportes que el almirante estadounidense Jonathan Howe recibió después del ataque, ubicaban el número de muertos en 20, todos hombres. El Comité Internacional de la Cruz Roja estableció el número de muertos en 54, sin embargo, Aidid no se encontraba ahí.
La operación derivó en la muerte de cuatro periodistas, que fueron asesinados por turbas enardecidas cuando llegaron a cubrir el incidente, lo que presagiaba la batalla de Mogadiscio.

### Fuerza Operativa Ranger

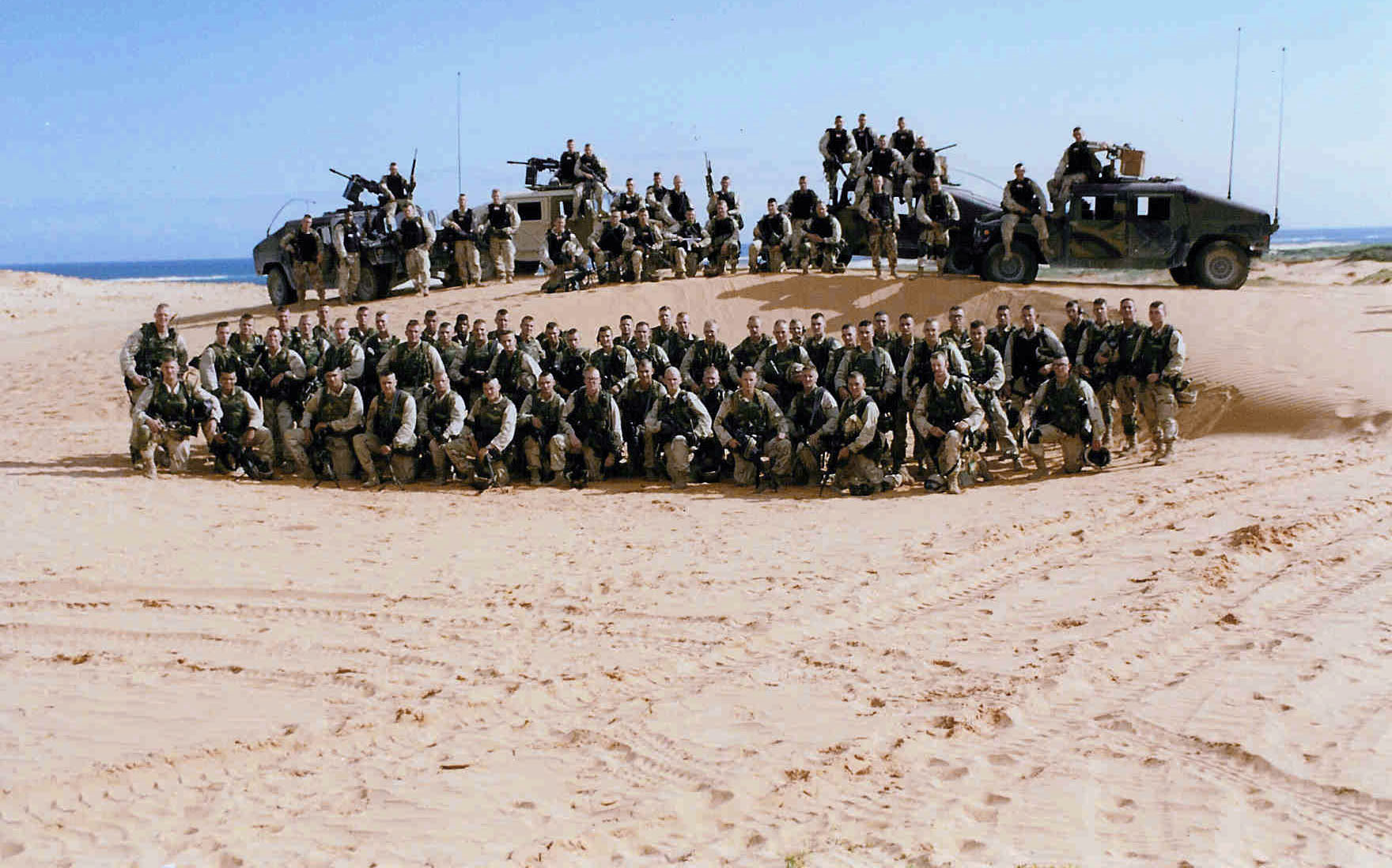
Compañía Bravo, Batallón del 75.º Regimiento Ranger en Somalia, 1993.

El 8 de agosto de 1993, la milicia de Adid detonó una bomba a control remoto contra un vehículo militar estadounidense, matando a cuatro soldados. Dos semanas después, otra bomba lesionó a siete más. En respuesta, el presidente de los Estados Unidos, Bill Clinton, aprobó una propuesta para desplegar una fuerza especial compuesta por unidades élite de las fuerzas especiales, incluidos 400 rangers del ejército de los Estados Unidos, y operadores de la Fuerza Delta.
El 22 de agosto, la unidad fue desplegada en Somalia bajo el mando del general William F. Garrison, comandante del Mando Conjunto de Operaciones Especiales (JSOC) en ese entonces.
La fuerza consistía en:
- Compañía B, 3.er Batallón, 75.º Regimiento Ranger, bajo el mando del capitán Michael D. Steele
- Escuadrón C, 1.er Destacamento Operacional de las Fuerzas Especiales Delta (1st SFOD-D), bajo el mando del teniente coronel Gary L. Harrell
- Un paquete de despliegue de 16 helicópteros y personal del 160.º Regimiento de Aviación de Operaciones Especiales (160.º SOAR), que incluía helicópteros Black Hawk MH-60 y Little Birds AH/MH-6
- Navy SEALs del Grupo de Desarrollo de Guerra Naval Especial (DEVGRU)
- Operadores de Pararrescate de la Fuerza Aérea de los Estados Unidos y Controladores de Combate del 24° Escuadrón de Tácticas Especiales.[13]

La Fuerza Operativa Ranger capturó el 21 de septiembre al financista de Aidid, Osman Ali Atto.

### Derribo de un Black Hawk
El 25 de septiembre, una semana antes de la batalla, partidarios de Aidid derribaron un Black Hawk de la 101.ª División Aerotransportada con un RPG, matando a los tres tripulantes, cerca de New Port, en Mogadiscio. Era la primera vez que un helicóptero era derribado en Mogadiscio, y el incidente fue una gran victoria psicológica para el SNA.

## Orden de la batalla

### Plan

Mapa de los puntos clave durante la batalla.

El domingo 3 de octubre de 1993, la Fuerza Operativa Ranger compuesta en su mayoría por el 3.er  Batallón de la Compañía Bravo, el 75.º Regimiento Ranger, el 1.er Destacamento Operacional de las Fuerzas Especiales Delta (mejor conocidos como Fuerza Delta), y el 160.º Regimiento de Aviación de Operaciones Especiales (Night Stalkers) intentaron capturar al ministro de Asuntos Exteriores de Aidid, Omar Salad Elmi, y a su principal asesor político, Mohamed Hassan Awale.
El plan consistía en que los operadores Delta atacarían el edificio objetivo (usando helicópteros MH-6 Little Bird) y asegurarían los blancos dentro del edificio mientras que cuatro pelotones de paracaidistas (bajo el mando del CPT Michael D. Steele) bajarían a rápel de helicópteros MH-60L Black Hawk. Los Rangers crearían un perímetro de defensa de cuatro esquinas alrededor del edificio objetivo para aislarlo y asegurar que ningún enemigo entrara o saliera, mientras que una columna de nueve humvees y tres camiones de cinco toneladas M939 (bajo el mando del teniente coronel Danny McKnight) arribarían al edificio para llevar a todo el equipo de asalto y a los prisioneros de vuelta a la base. La operación completa se había estimado en no más de 30 minutos.
Se suponía que el convoy de extracción en tierra llegaría hasta los blancos capturados unos minutos después del inicio de la operación, pero sufrieron demoras. Ciudadanos somalíes y milicianos formaron barricadas con rocas, escombros, basura, y llantas con fuego a lo largo de las calles de Mogadiscio, impidiendo que el convoy llegara a los Rangers y a los cautivos. Los milicianos de Aidid alentaban con megáfonos a la gente a que saliera a las calles a combatir.

### Incursión
A las 13:50 horas, los analistas de la Fuerza Operativa Ranger recibieron de inteligencia la ubicación de Salad.
Los soldados, los convoyes de vehículos, y helicópteros aguardaban en alerta máxima hasta que la palabra clave "Irene" resonó en todos los canales radiales del comando. La palabra clave "Irene" fue la que comenzó la misión y puso a los helicópteros en el aire.

### Inicio de la misión
A las 15:42 horas, los MH-6 Little Birds de asalto que transportaban a los operadores Delta atacaron el blanco, levantando nubes de polvo tan densas que se vieron obligados a dar una vuelta y a aterrizar fuera de su posición. Luego, los dos Black Hawks que transportaban al segundo equipo de asalto Delta, liderados por el capitán Austin "Scott" Miller, entraron en posición y bajaron a sus equipos, mientras los cuatro pelotones de paracaidistas Ranger se preparaban para asegurar las cuatro esquinas que rodeaban el edificio objetivo. El cuarto pelotón de paracaidistas transportado por el Black Hawk identificado como Súper 6-7, pilotado por el oficial tercero Jeff Niklaus, aterrizó por error una manzana al norte del punto previsto. Rechazando la petición del piloto de volver a bajarlos en el lugar correcto debido al tiempo que le supondría hacerlo, dejaron el helicóptero quedando expuestos. El pelotón cuatro intentó moverse a la posición planeada, pero el intenso fuego en tierra se los impidió.
El convoy en tierra llegó diez minutos después cerca del hotel Olympic y esperó a que los Delta y Rangers terminaran su misión en el edificio objetivo.
Durante los primeros minutos de la operación, el soldado de primera Todd Blackburn, del pelotón cuatro, cayó de una altura de 21 m (70 pies) mientras bajaba a rápel desde el Black Hawk Súper 6-7. Blackburn se lesionó la cabeza y el cuello y solicitó ser evacuado en la columna de tres humvees comandados por el sargento Jeff Struecker. Mientras Blackburn era llevado de vuelta a la base, el sargento Dominick Pilla, asignado en el humvee de Struecker, recibió un disparo en la cabeza que lo mató al instante.

### Primer helicóptero derribado
Cerca de las 16:20 horas, uno de los helicópteros Black Hawk, identificado como Súper 6-1, pilotado por los oficiales Cliff "Elvis" Wolcott y Donovan Briley, recibió un disparo de un RPG. Ambos pilotos fallecieron en el impacto del helicóptero, y dos jefes de tripulación resultaron heridos de gravedad. Los sargentos Daniel Busch y Jim Smith, francotiradores DELTA, sobrevivieron al choque y comenzaron a defender el sitio.
Un helícoptero MH-6, identificado como Star 4-1, pilotado por los oficiales Karl Maier y Keith Jones, aterrizó a un costado; Jones bajó del helicóptero para poner a salvo a Busch mientras Maier les brindó cobertura de fuego desde la cabina del Little Bird, rechazando repetidas órdenes de retirarse mientras su copiloto no estuviera a bordo del helicóptero. Casi hiere al teniente DiTommaso del Pelotón 1 cuando llegaba con los operadores Rangers y DELTA para asegurar la zona. Jones y Maier evacuaron a Busch y a Smith, sin embargo el primero falleció por las heridas recibidas mientras defendía el lugar del impacto.
Un equipo de búsqueda y rescate de combate (CSAR) dirigido por el operador DELTA, el capitán Bill J. Coultrup y el pararrescatista de la fuerza aérea, el sargento maestro Scott C. Fales, bajaron a rapel al lugar de impacto del Súper 6-1 a pesar de que un RPG golpeó y averió su helicóptero, el Súper 6-8, pilotado por el oficial Dan Travolta, y que fue capaz de regresar a la base. El equipo CSAR encontró a los pilotos muertos, y a dos más heridos dentro del helicóptero derribado. Bajo fuego intenso, el equipo trasladó a los heridos a un punto de recolección cercano, donde establecieron un refugio improvisado usando placas blindadas de kevlar recuperadas de los restos del Súper 6-1.
Hubo una confusión entre el convoy en tierra y el equipo de asalto. Ambos equipos esperaron 20 minutos para recibir órdenes de moverse; las dos unidades tenían la impresión equivocada de que primero debían ser contactadas por la otra unidad.

### Segundo helicóptero derribado
Mientras esperaban, un segundo helicóptero Black Hawk, identificado como Súper 6-4, pilotado por el oficial Michael Durant, fue derribado por un RPG-7 a las 16:40 horas.

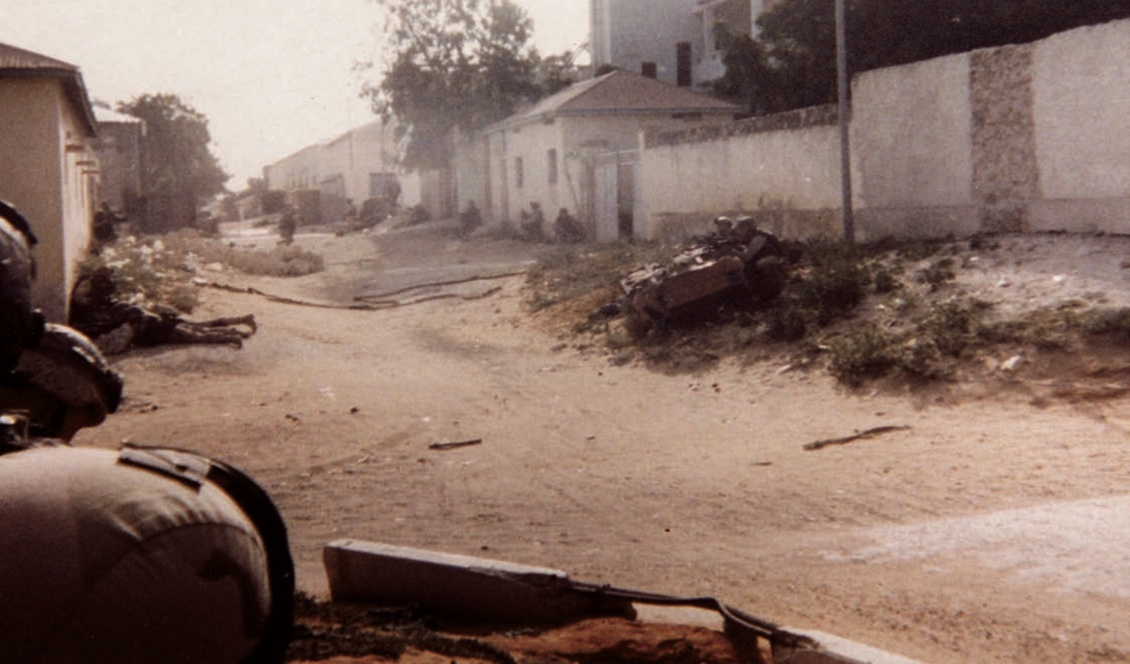
La única fotografía tomada el 3 de octubre de 1993; muestra a los Rangers cerca del edificio objetivo.

La mayor parte del equipo de asalto se dirigía hacia lugar del primer accidente para la operación de rescate. Antes de llegar al lugar, 90 operadores rangers y de la fuerza DELTA se encontraron bajo fuego intenso. A pesar de la cobertura aérea, el equipo de asalto quedó atrapado hasta la noche. Con un número creciente de heridos buscando refugio, ocuparon varias casas cercanas y confinaron a sus ocupantes durante la duración de la batalla. Afuera, una fuerte brisa levantó nubes de polvo cegadoras.
En el segundo lugar de impacto, dos francotiradores DELTA, los sargentos Gary Gordon y Randy Shughart fueron insertados por el Black Hawk Súper 6-2, pilotado por el oficial Mike Goffena. Sus dos primeras solicitudes para ser insertados fueron negadas, pero finalmente obtuvieron permiso después de su tercer solicitud. Rápidamente infligieron daños a la turba somalí que se acercaba. El Súper 6-2 les brindó cobertura de fuego, pero fue golpeado por un RPG. A pesar del daño, el Súper 6-2 logró volar a New Port sin problemas. En tierra, después de resultar muerto Gordon, Shughart recogió su arma, un CAR-15 y se la dio al piloto del Súper 6-4, el oficial Michael Durant. Shughart regresó a la nariz del helicóptero y contuvo a la turba cerca de 10 minutos más antes de ser asesinado. Los somalíes se abalanzaron al lugar del accidente y mataron a todos menos a Durant, que fue golpeado casi hasta la muerte, pero fue rescatado por los milicianos de Aidid, que lo tomaron como prisionero. Por sus acciones, Gordon y Shughart recibieron póstumamente la Medalla de Honor, las primeras otorgadas desde la guerra de Vietnam.

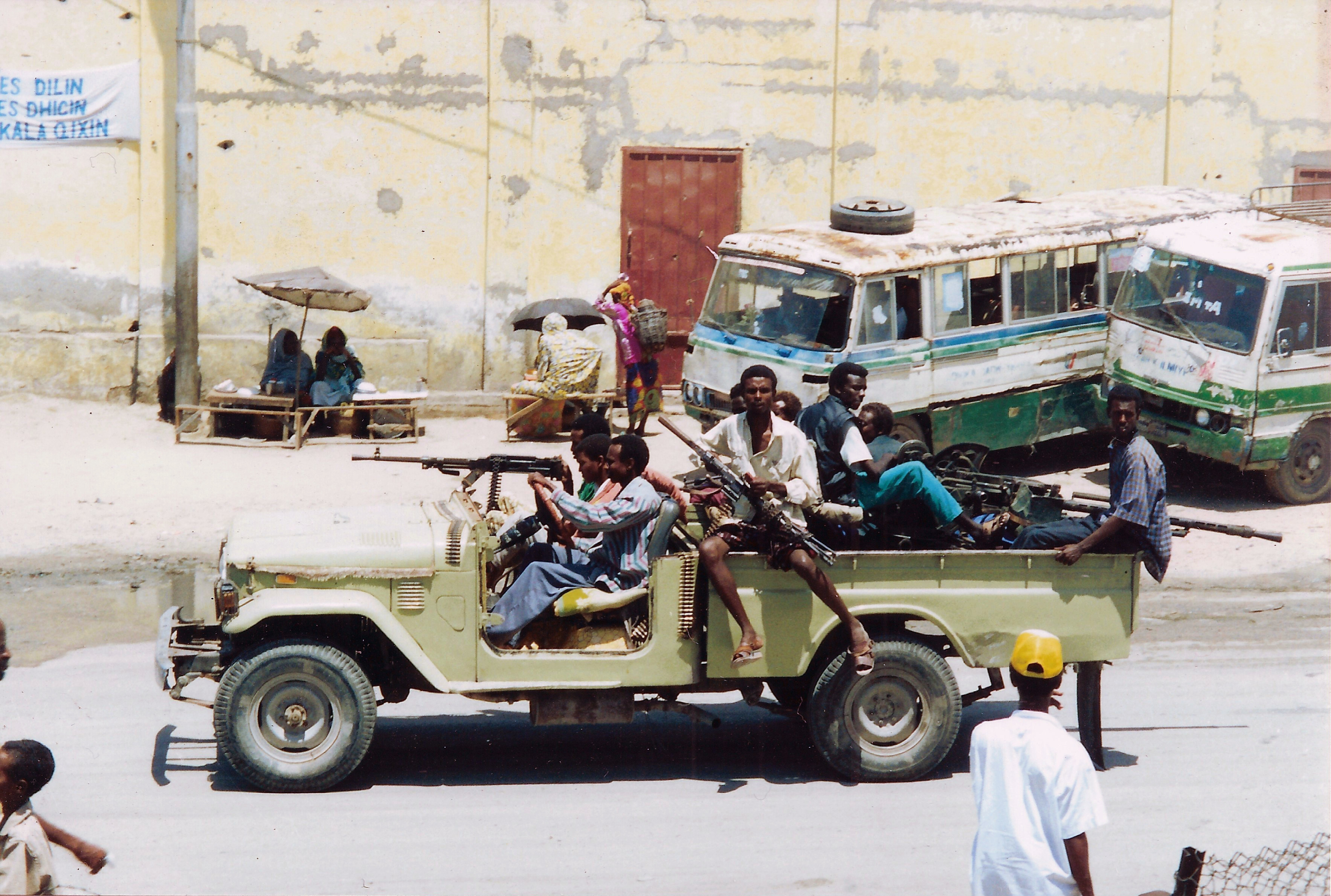
Vehículo de combate improvisado en Mogadiscio

Los intentos repetidos de las fuerzas somalíes para invadir las posiciones estadounidenses en una serie de tiroteos cerca del primer lugar de impacto, fueron neutralizados por el fuego agresivo de armas pequeñas y por ataques de cohetes de los helicópteros AH-6J Little Bird y de la unidad 160.º Regimiento de Aviación de Operaciones Especiales, la única unidad entrenada y equipada para combates nocturnos.

### Helicópteros derribados
Durante la operación, dos helicópteros UH-60 de los Estados Unidos sufrieron impactos de granadas propulsadas y fueron derribados, mientras que otros tres sufrieron daños. Algunos de los soldados lograron evacuar a los heridos hacia la base, pero otros quedaron atrapados en los lugares donde cayeron los helicópteros y fueron rodeados por la turba. A continuación se desarrolló una batalla en las calles de Mogadiscio que duró hasta la mañana siguiente, cuando intervino un contingente formado por soldados de Pakistán y Malasia junto con soldados estadounidenses. Para el rescate, la fuerza conjunta utilizó unos 60 vehículos que incluyeron tanques de Pakistán, vehículos Cóndor de transporte de personal de Malasia y helicópteros AH-1 y UH-60 como apoyo aéreo. Esta fuerza conjunta llegó hasta el lugar donde se estrelló el primer helicóptero, logrando evacuar a los heridos que se encontraban rodeados. El lugar en el que se produjo el impacto del segundo helicóptero fue arrasado y el único superviviente, el piloto Suboficial Michael Durant, fue tomado como rehén y liberado once días después.
Pese a lograr el objetivo de capturar a los líderes de la milicia, en la batalla murieron 19 soldados estadounidenses, dos de los cuales recibieron la Medalla de Honor a título póstumo (Sargentos Randy Shughart y Gary Gordon), y resultaron heridos otros 79. Murió también un soldado de Malasia y siete resultaron heridos, al igual que otros dos soldados de Pakistán. No quedó claro el número de bajas somalíes, pero se estima que entre 300 y 500 milicianos y civiles resultaron muertos y entre 3000 y 4000 resultaron heridos.

### Convoy de rescate
Un convoy de rescate con elementos de la Fuerza Operativa 2-14 de Infantería, 10.ª División de Montaña, acompañados por fuerzas de la ONU malasios y pakistaníes arribaron al lugar del primer Black Hawk derribado a las 02:00 horas. Debido a que no se organizó ningún plan de contingencia o coordinación con las fuerzas de la ONU, el rescate de los soldados rodeados fue complicado y significativamente demorado. El general Garrison, determinado a proteger a todos los miembros del convoy de rescate, se aseguró de que el convoy se desplegara con poder de ataque. Cuando el convoy entró finalmente a la ciudad, consistía en más de 100 vehículos de la ONU que incluían fuerzas malasias, vehículos alemanes Cóndor APC, cuatro tanques M48 pakistaníes, humvees estadounidenses, y varios camiones de plataforma plana M939. Esta columna de dos millas de largo era apoyada por otros Black Hawks y helicópteros de asalto Cobra estacionados con la 10.ª División de Montaña. Mientras tanto, helicópteros Little Bird de los Rangers continuaban defendiendo a la tripulación del Súper 6-1 derribado y a los rescatistas. La fuerza de asalto sufrió muchas bajas, incluyendo varios muertos.

## Resumen

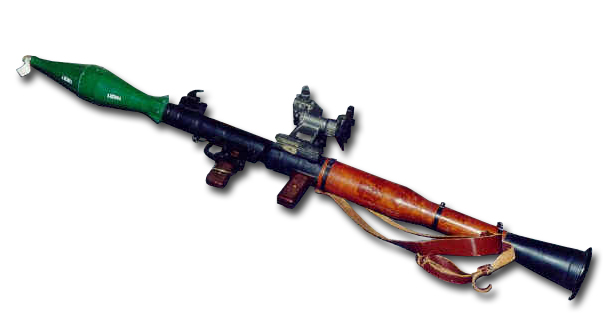
Un lanzacohetes RPG-7 soviético

Task Force Ranger (en español fuerza Operativa Ranger); consistía en una fuerza de asalto conformada de operadores estadounidenses de la Fuerza Delta, del 75.º Regimiento Ranger, del Pararrescate de la Fuerza Aérea de los Estados Unidos, del equipo de control de combate de la fuerza aérea, cuatro SEAL's del grupo de desarrollo de guerra naval especial y soporte aéreo por parte del 160.º Regimiento de Aviación de Operaciones Especiales, bajo el mando del general William F. Garrison. El objetivo era viajar desde su base en las afueras de la ciudad para capturar a los líderes del clan Habar Gidir, dirigido por Mohamed Farrah Aidid. El asalto consistía en 19 aeronaves, 12 vehículos (incluyendo nueve humvees) y 160 hombres.

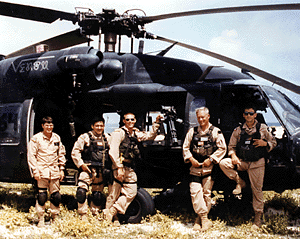
Tripulación del Súper 64 un mes antes de la batalla de Mogadiscio. Desde izquierda; Mahuron, Field, Cleveland, Frank y Durant

Durante la operación dos helicópteros UH-60 Black Hawk fueron derribados y tres más resultaron dañados por fuego de lanzacohetes (RPG-7). Algunos de los supervivientes heridos fueron evacuados a la base y otros permanecieron aislados cerca de la zona de desplome de los UH-60, con combates constantes durante la noche.
La mañana siguiente una fuerza Operativa conjunta fue enviada para rescatar a los soldados aislados. Estaba conformada por soldados del ejército paquistaní, del ejército malayo y de la 10.ª División de Montaña estadounidense. El convoy incluía tanques M48 Patton paquistaníes y Thyssen Henschel - Cóndor malayos, apoyados desde el aire por MH-60L Black Hawk y MH-6 Little Bird estadounidenses. Esta fuerza Operativa llegó a donde cayó el primer UH-60 y rescató a los sobrevivientes.
El número exacto de bajas somalíes es desconocido; se estima entre cientos y miles, entre milicianos y civiles hubo alrededor de 3000 a 4000 heridos. El Comité Internacional de la Cruz Roja aseguró que 200 civiles fueron asesinados y cientos más resultaron heridos. El libro Black Hawk Down; una historia de la guerra moderna apunta una cifra de más de 700 milicianos muertos y más de 1000 heridos, sin embargo la Alianza Nacional Somalí en un episodio del programa estadounidense Frontline reconoce únicamente 133 muertos.

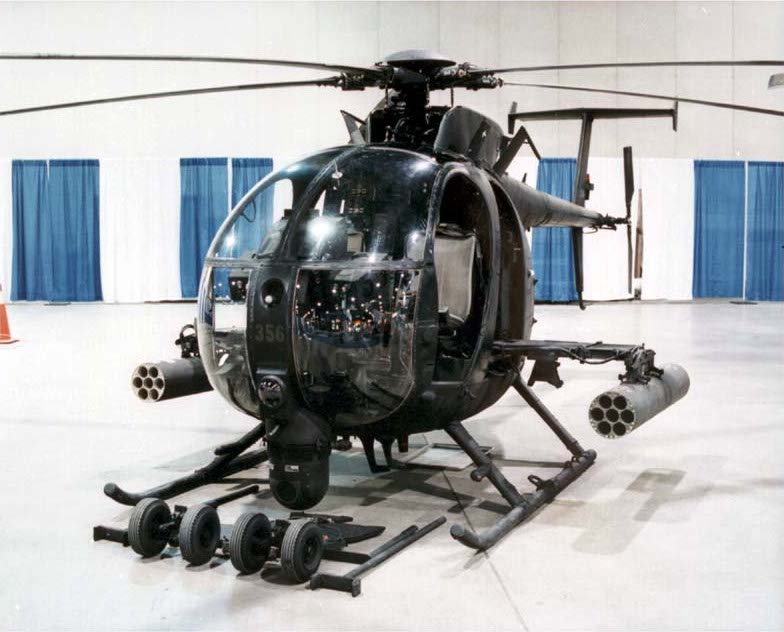
Un MH-6 Little Bird estadounidense

The Washington Post por su cuenta, reportó 312 milicianos muertos y 814 heridos. El Pentágono notificó inicialmente la muerte de 5 soldados estadounidenses pero después incrementó la cifra a 18 y 73 heridos. Dos días después, el operador Delta, Matt Rierson murió por ataque de mortero, sumándose como víctima número 19. En su momento fue la batalla más sangrienta para las tropas estadounidenses desde la guerra de Vietnam y hasta la segunda batalla de Faluya en 2004.
El 24 de julio de 1996, Aidid fue herido en un tiroteo contra fuerzas de Ali Mahdi Mohamed y Osman Ali Atto. Posteriormente, sufrió un ataque al corazón el 1 de agosto, durante o después de haber sido atendido de sus heridas. Al día siguiente el general Garrison anunció su retirada.

## Consecuencias
Después de la batalla, los cuerpos de algunos de los estadounidenses caídos (la tripulación del Black Hawk Súper 6-4 y sus defensores, los soldados de la Fuerza Delta, el maestro sargento Gordon y el sargento de primera clase Shughart) fueron arrastrados por las calles de Mogadiscio por una multitud de civiles y fuerzas de la Alianza Nacional Somalí (SNA). Los cuerpos fueron recuperados finalmente por el enviado especial para Somalia, Robert B. Oakley, a través de negociaciones y amenazas a los líderes del clan Habr Gidr. Los cadáveres estaban en malas condiciones, uno de ellos decapitado. El piloto Michael Durant fue liberado después de once días de cautiverio. En la playa cerca de la base, se erigió un memorial en recuerdo de los que cayeron en combate.

### Pérdidas conocidas

#### Pakistán
Un soldado pakistaní falleció y dos más fueron heridos durante el asalto y rescate. Las tropas pakistaníes usaron tanques del 6.º y 19.º Regimientos Lancer para el rescate. El soldado fallecido era del 19.º Regimiento Lancer a cargo de una torreta de 12.7 mm.

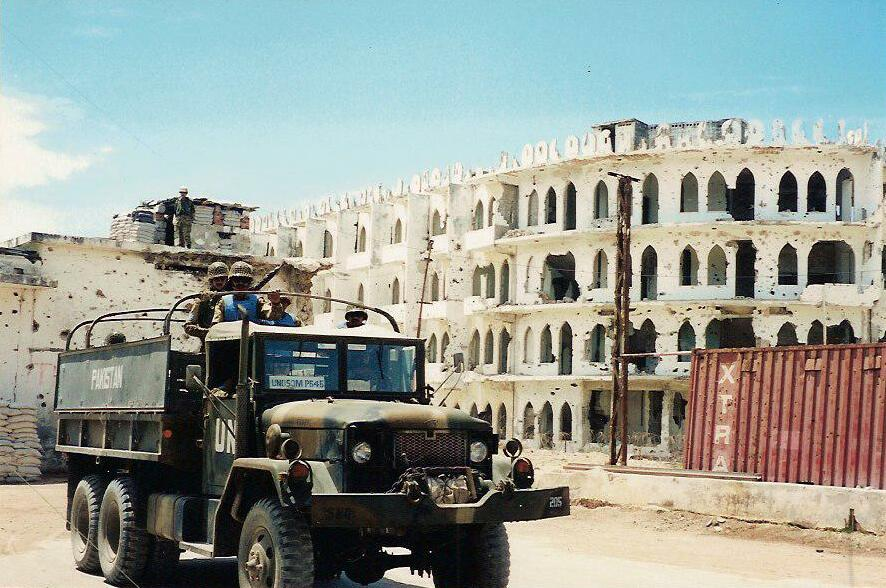
Un convoy armado pakistaní de la ONUSOM patrullando.

#### Malasia
El soldado de primera, Mat Aznan Awang, de 18 años, soldado del 19.º Batallón del Real Regimiento Malasio del Ejército de Malasia (promovido de manera póstuma a cabo), conduciendo un vehículo Thyssen Henschel - Cóndor malasio, murió cuando su vehículo fue golpeado por un RPG las primeras horas del 4 de octubre. El cabo Mat Aznan Awang fue condecorado con la medalla de valor Seri Pahlawan Gagah Perkasa (por gallardía y valor extremo).

#### Somalia
El embajador Robert B. Oakley, representante especial de Estados Unidos en Somalía, dijo lo siguiente: Mi estimación personal es que debe de haber entre 1500 y 2000 somalíes muertos y heridos ese día, porque la batalla fue una batalla real. Y los estadounidenses y aquellos que fueron a rescatarlos, recibieron disparos de todas partes… una batalla de guerra deliberada, si se quiere, por parte de los somalíes. Mujeres y niños fueron usados como escudos, y en algunos casos, mujeres y niños eran los que disparaban armas, y venían de todas partes. Como una especie de laberinto de conejos, con cabañas, casas, callejones y calles enreversadas y retorcidas, así que aquellos que intentaban defenderse disparaban en todas direcciones. Los Estados Unidos y las Naciones Unidas usaron helicópteros con armamento pesado, así como todo tipo de armas automáticas en tierra. Los somalíes, en general, usaban rifles automáticos y lanzagranadas y fue una pelea muy desagradable, tan intensa como cualquier otra batalla que pueda uno encontrar. Estimaciones fiables indican que el número de insurgentes somalíes muertos fue entre 800 y 1000, y quizás otros 4000 heridos. Los militantes somalíes afirmaron que el número de bajas fue menor. Aidid mismo afirmó que solamente 315, entre civiles y milicianos, murieron, y 812 resultaron heridos. En una entrevista para la PBS, el capitán Haad dijo que murieron 133 milicianos del SNA.

#### Estados Unidos
| Nombre                                                                                          | Edad                                                                     | Acciones | Condecoración póstuma                                                                                       |
| Operadores del 1.er Destacamento Operacional de Fuerzas Especiales-Delta                        | Operadores del 1.er Destacamento Operacional de Fuerzas Especiales-Delta | Operadores del 1.er Destacamento Operacional de Fuerzas Especiales-Delta | Operadores del 1.er Destacamento Operacional de Fuerzas Especiales-Delta                                    |
| ----------------------------------------------------------------------------------------------- | ------------------------------------------------------------------------ | --- | --- |
| MSG Gary Ivan Gordon                                                                            | 33                                                                       | Muerto defendiendo a la tripulación del Súper Seis-Cuatro | Medalla de Honor, Corazón Púrpura                                                                           |
| SFC Randy Shughart                                                                              | 35                                                                       | Muerto defendiendo a la tripulación del Súper Seis-Cuatro | Medalla de Honor, Corazón Púrpura                                                                           |
| SSG Daniel D. Busch                                                                             | 25                                                                       | Derribado en el Súper Seis-Uno, herido de muerte defendiendo a la tripulación derribada | Estrella de Plata, Corazón Púrpura                                                                          |
| SFC Earl Robert Fillmore, Jr.                                                                   | 28                                                                       | Muerto moviéndose al primer lugar del accidente | Estrella de Plata, Corazón Púrpura                                                                          |
| MSG Timothy «Griz» Lynn Martin                                                                  | 38                                                                       | Herido de muerte por un RPG en el convoy perdido, falleció mientras era transportado a un hospital de campaña en Alemania | Estrella de Plata, Corazón Púrpura.                                                                         |
| SFC Matthew Loren Rierson                                                                       | 33                                                                       | Muerto por un proyectil de mortero que cayó cerca de él el 6 de octubre, 2 días después de la incursión inicial | Estrella de Plata, Estrella de Bronce, Corazón Púrpura.                                                     |
| Soldados del 3.er Batallón de Rangers, 75.º Regimiento Ranger                                   |                                                                          | | |
| CPL James "Jamie" E. Smith                                                                      | 21                                                                       | Muerto cerca del primer lugar del accidente | Estrella de Bronce, Corazón Púrpura                                                                         |
| SPC James M. Cavaco                                                                             | 26                                                                       | Muerto en el convoy perdido | Estrella de Bronce, Corazón Púrpura                                                                         |
| SGT James Casey Joyce                                                                           | 24                                                                       | Muerto en el convoy perdido | Estrella de Bronce, Corazón Púrpura                                                                         |
| CPL Richard "Alphabet" W. Kowalewski, Jr.                                                       | 20                                                                       | Muerto en el convoy perdido por un RPG | Estrella de Bronce, Corazón Púrpura                                                                         |
| SGT Dominick M. Pilla                                                                           | 21                                                                       | Muerto en el convoy de Struecker | Estrella de Bronce, Corazón Púrpura                                                                         |
| SGT Lorenzo M. Ruiz                                                                             | 27                                                                       | Herido de muerte en el convoy perdido, falleció mientras era transportado a un hospital de campaña en Alemania | Estrella de Bronce, Corazón Púrpura                                                                         |
| Pilotos y tripulación del 160.º Regimiento de Aviación de Operaciones Especiales                |                                                                          | | |
| SSG William "Wild Bill" David Cleveland, Jr.                                                    | 34                                                                       | Jefe de tripulación en el Súper Seis-Cuatro | Medalla de Plata, Medalla de Bronce, Medalla de Aire con reconocimiento por Valor, Corazón Púrpura          |
| SSG Thomas "Tommie" J. Field                                                                    | 25                                                                       | Jefe de tripulación en el Súper Seis-Cuatro | Medalla de Plata, Medalla de Bronce, Medalla de Aire con reconocimiento por Valor, Corazón Púrpura          |
| CW4 Raymond "Ironman" Alex Frank                                                                | 45                                                                       | Primer oficial (copiloto) del Súper Seis-Cuatro | Medalla de Plata, Medalla de Aire con reconocimiento por Valor, Corazón Púrpura                             |
| CW3 Clifton "Elvis" P. Wolcott                                                                  | 36                                                                       | Piloto del Súper Seis-Uno, muerto en el accidente | Cruz de Vuelo Distinguido, Medalla de Bronce, Medalla de Aire con reconocimiento por Valor, Corazón Púrpura |
| CW3 Donovan "Bull" Lee Briley                                                                   | 33                                                                       | Copiloto del Súper Seis-Uno, muerto en el accidente | Cruz de Vuelo Distinguido, Medalla de Bronce, Medalla de Aire con reconocimiento por Valor, Corazón Púrpura |
| Soldados del 2.º Batallón, 14.º Regimiento de Infantería, 2.ª Brigada, 10.ª División de Montaña |                                                                          | | |
| SGT Cornell Lemont Houston, Sr. 1.er Pelotón, Compañía C, 41.er Batallón de Ingenieros          | 31                                                                       | Miembro del "pelotón perdido". Herido por metralla de un RPG mientras ayudaba a un soldado malasio severamente herido en el convoy de rescate. También recibió disparos en una pierna y el pecho. Falleció por las heridas en el Centro Médico Regional Militar de Landstuhl. | Medalla de Bronce con reconocimiento por Valor, Medalla De Fleury, Corazón Púrpura                          |
| PFC James Henry Martin, Jr.                                                                     | 23                                                                       | Miembro del 2.º Escuadrón, 2.º Pelotón, Compañía A. Muerto en el convoy de rescate por un disparo en la cabeza. | Corazón Púrpura                                                                                             |

### Consecuencias militares

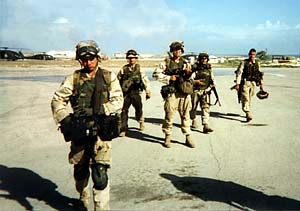
El pelotón cuatro de Rangers regresando a su base después de una misión en Somalia, 1993.

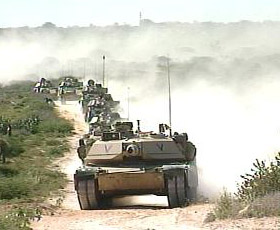
Columna de tanques M1A1 Abrams y M2 Bradley del 64.º Regimiento Blindado en Mogadiscio, enero de 1994.

En una sesión para revisar las políticas de seguridad nacional organizada en la Casa Blanca el 6 de octubre de 1993, el presidente Bill Clinton ordenó al presidente del Estado Mayor Conjunto, el almirante David E. Jeremiah, detener todas las acciones estadounidenses contra Aidid, excepto aquellas que fueran en autodefensa. Reeligió al embajador Robert B. Oakley como enviado especial en Somalia en un intento para negociar un acuerdo de paz y anunció que todas las fuerzas estadounidenses se retirarían de Somalía a más tardar el 31 de marzo de 1994. El 15 de diciembre de 1993, el secretario de defensa, Les Aspin, se retiró del cargo asumiendo gran parte de la culpa en su decisión de rechazar el apoyo de tanques y vehículos blindados para la misión. Un centenar de Marines permanecieron en altamar para ayudar con cualquier misión de evacuación desarmada que pudiera ocurrir en torno a los más de 1000 civiles y asesores militares que permanecían como parte de la misión de enlace de Estados Unidos. El Batallón Ready, de la 24.ª División de Infantería, 1-64 Armor, compuesta por 1300 tropas de la Fuerza Operativa Rogue, incluida la mayor parte de las tropas del 1-64 Armor y las tropas de infantería de su batallón hermano 3-15 de Infantería. Era la primera vez que tanques M1 Abrams fueron transportados por aire, usando aviones Lockheed C-5 Galaxy, que desembarcaron 18 tanques M1 y 44 vehículos de infantería M2/M3 Bradley, mientras que el resto del equipo y vehículos de la Fuerza Operativa Rogue fue entregada en barco desde Fort Stewart, Georgia, hacia Mogadiscio para brindar apoyo armado a las fuerzas estadounidenses.
El 4 de febrero de 1994, el Consejo de Seguridad de la ONU aprobó la Resolución 897, que establecía un proceso para completar la misión del UNOSOM II en marzo de 1995, con el retiro de las tropas de las Naciones Unidas de Somalia. En agosto de 1994, la ONU solicitó que Estados Unidos dirigiera una coalición para apoyar en la retirada definitiva de las fuerzas del UNOSOM II en Somalia. El 16 de diciembre de 1994, el presidente Clinton aprobó la operación United Shield y la ejecutó el 14 de enero de 1995. Esta operación multinacional arribó a Somalia el 7 de febrero de 1995 e inició el retiro de las fuerzas del UNOSOM II. El 6 de marzo de 1995, todas las tropas de la ONU restantes fueron retiradas, dando fin al UNOSOM II.

### Cambios e implicaciones políticas
Las 3 misiones humanitarias consecutivas de las Naciones Unidas en Somalia (UNOSOM I 1992, UNITAF 1992 - 1993, UNOSOM II 1993-1995) fueron consideradas por muchos como fracasos, y la guerra en evolución que comenzó en 1986 continúa al año 2018. La administración Clinton, en particular, recibió críticas considerables por el resultado de la operación. Los principales elementos de la crítica giraron en torno a la decisión de la administración de abandonar la región antes de completar los objetivos de las operaciones humanitarias y de seguridad, el hecho de no reconocer la amenaza que representaban los elementos de Al Qaeda en la región, así como la amenaza contra los intereses de Estados Unidos en territorio propio. Los críticos afirman que Osama bin Laden y otros miembros de Al Qaeda brindaron apoyo y entrenamiento a las fuerzas de Mohamed Farrah Aidid. Bin Laden incluso denigró la decisión de la administración de abandonar de manera prematura la región afirmando que demostraba «la debilidad, la endebilidad, y la cobardía del soldado estadounidense».
La pérdida de personal militar de Estados Unidos durante la operación de los Black Hawk caídos, y las imágenes en televisión de soldados estadounidenses siendo arrastrados en las calles por somalíes, provocaron protestas públicas. La administración Clinton respondió reduciendo los esfuerzos humanitarios en la región.
El 26 de septiembre de 2006, en una entrevista en Fox News, el expresidente Bill Clinton dio su versión de los eventos que giraron en torno a la misión en Somalia. Clinton defendió su estrategia de salida de las fuerzas estadounidenses y negó que la partida fuera prematura. Dijo que los republicanos conservadores lo habían presionado para abandonar la región antes de que se lograran los objetivos de la operación: "... (los conservadores republicanos) trataban de que anunciara el retiro de Somalia en 1993, al día siguiente del la caída de los Black Hawk, y me negué a hacerlo y permanecimos seis meses más y tuvimos una transferencia ordenada a las Naciones Unidas."
Los dichos de Clinton sugerirían que los Estados Unidos no fueron disuadidos en perseguir los logros humanitarios por la pérdida de hombres durante la caída de los Black Hawk. En la misma entrevista, señaló que, en ese momento, nadie pensaba que Osama bin Laden y Al Qaeda estuvieran relacionados con los eventos. Dijo que la misión fue estrictamente humanitaria.
El temor a una repetición de los eventos en Somalia, moldeó la política estadounidense los años posteriores, con muchos comentaristas identificando las consecuencias gráficas de la batalla de Mogadiscio como la principal razón detrás del fracaso de Estados Unidos en intervenir en conflictos posteriores, como el Genocidio de Ruanda en 1994. De acuerdo al ex enviado especial adjunto en Somalia, Walter Clarke: "los fantasmas de Somalia continúan acechando la política de Estados Unidos. Nuestra falta de respuesta en Ruanda fue por un temor a vernos involucrados otra vez en algo como en Somalia." Del mismo modo, durante la guerra de Irak, cuando cuatro contratistas estadounidenses fueron asesinados en la ciudad de Faluya, y fueron arrastrados por las calles y profanados por una turba enardecida, las comparaciones directas por los medios estadounidenses con la batalla de Magadiscio condujeron a la primera batalla de Faluya.

## El libro y la película
En 1999, el periodista Mark Bowden publicó el libro, escrito en forma de novela, basado en los hechos acontecidos, Black Hawk Down: una historia de guerra moderna narrando la cronología de eventos ocurridos relacionados con la batalla. El libro fue llevado al cine por Ridley Scott en 2001 con el nombre Black Hawk Down (La caída del Halcón Negro, en español).
El filme describe los eventos relacionados con la batalla y algunos actos heroicos descritos en el libro, pero suprime gran cantidad de material presente en el libro.
Uno de los argumentos más interesantes a este respecto es el de la influencia que tuvo sobre la opinión pública la visión de los cadáveres de los soldados estadounidenses en la televisión, lo que provocó un movimiento contra la permanencia del ejército estadounidense en su misión de paz junto a la ONU en Somalia y, finalmente, su retirada. Ello fue interpretado por muchos analistas como una victoria de la influencia de los medios de comunicación en las guerras modernas.

## Retorno de los Rangers en 2013
En marzo de 2013, dos supervivientes de la Fuerza Operativa Ranger regresaron a Mogadiscio con un equipo de filmación para grabar un cortometraje, Return to Mogadishu: Remembering Black Hawk Down, que debutó en octubre de 2013, durante el 20.º aniversario de la batalla. El autor, Jeff Struecker, y el cantante y compositor de música country, Keni Thomas, revivieron la batalla mientras conducían en vehículos blindados por el mercado de Bakaara y visitaron el lugar del accidente de Wolcott.

## ElSúper 6-1regresa a Estados Unidos

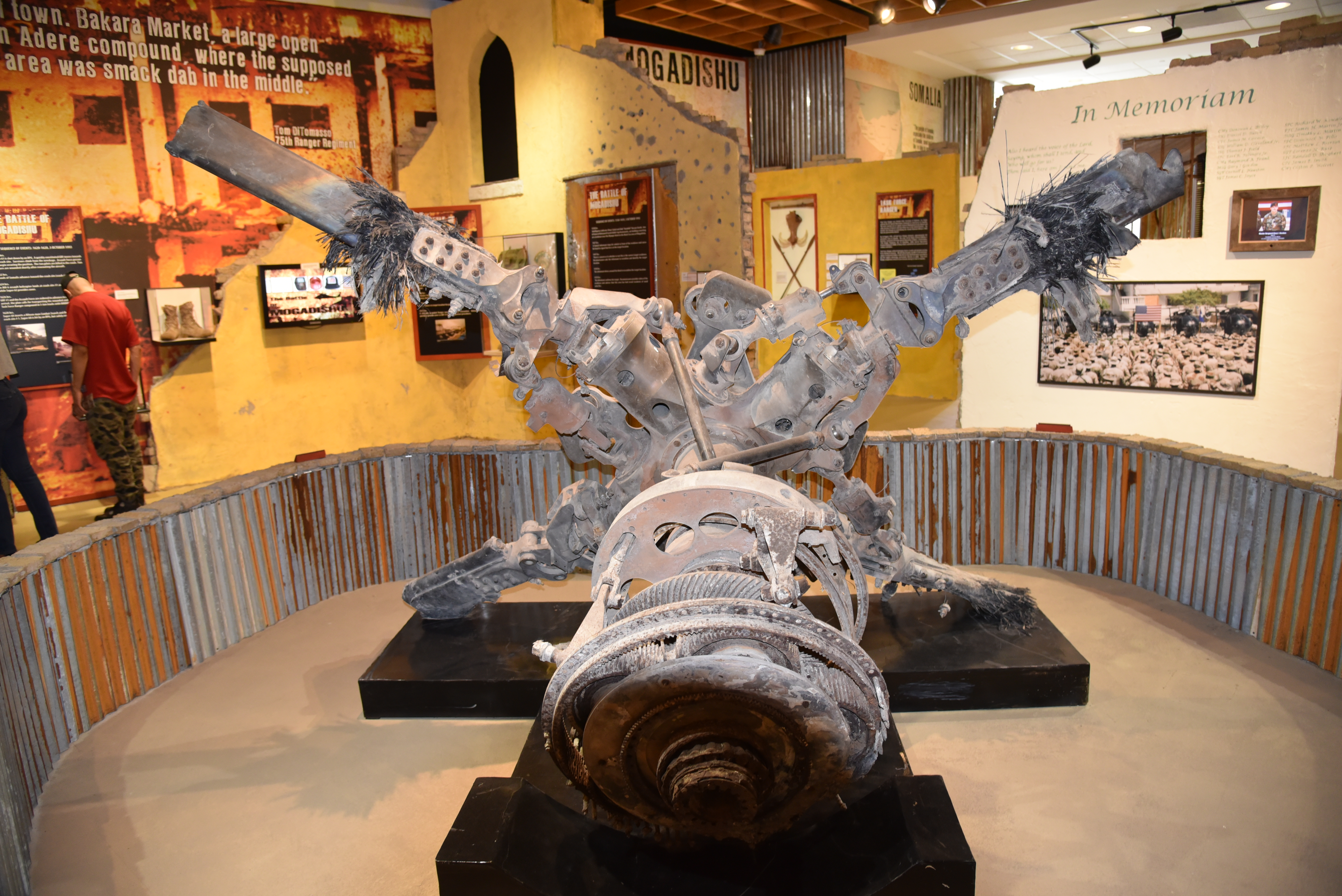
El rotor principal, en su mayoría intacto del Black Hawk Súper 6-1, derribado en Mogadiscio, Somalia, en octubre de 1993.

En agosto de 2013, los restos del Súper 6-1, consistentes en el rotor principal y partes de la sección de nariz, fueron extraídos del lugar del accidente y fueron repatriados a Estados Unidos gracias a los esfuerzos de David Snelson y Alisha Ryu, y son exhibidos en el Museo del Aire y Operaciones Especiales en el Fort Bragg, Fayetteville, Carolina del Norte. La exhibición presenta dioramas inmersivos y artefactos de la batalla, incluidos los restos del Súper 6-1, el primer helicóptero Black Hawk derribado durante la batalla, y del Súper 6-4.